# Kandet Diawara
Kandet Diawara (Lilla, 10 febbraio 2000) è un calciatore francese naturalizzato guineano, attaccante del Magdeburgo e della nazionale guineana.

## Carriera

### Club
Diawara è cresciuto nel settore giovanile del Lens ed ha giocato nella squadra riserve in Championnat National 2 dal 2018 al 2020. Rimasto svincolato, nel gennaio del 2021 ha firmato con i ciprioti dello Xylotymbou dove ha giocato 12 incontri in seconda divisione segnando una rete.
Il 9 agosto 2021 ha firmato con l'APOEL ed il 24 ottobre ha debuttato nell'incontro di A' Katīgoria vinto 1-0 contro l'Arīs Limassol. Al termine della stagione è passato in prestito all'EN Paralimni, con cui ha trovato il primo gol fra i professionisti il 23 ottobre sempre contro l'Aris Limassol.
Il 4 luglio 2023 ha fatto ritorno in Francia dove ha firmato un triennale con il Le Havre. Nella prima metà di stagione ha giocato un solo incontro in Coppa di Francia venendo utilizzato principalmente con la seconda squadra, ed il 30 gennaio 2024 è passato in prestito per sei mesi al Concarneau.
A fine stagione ha fatto rientro al Le Havre ed il 16 agosto ha debuttato in Ligue 1 nell'incontro perso 4-1 contro il Paris Saint-Germain. Dieci giorni dopo è stato prestato al Pau.

### Nazionale
Nel 2018 ha giocato con la nazionale francese Under-18.
Nel 2023 ha scelto di optare per la nazionale guineana, con cui ha esordito il 21 marzo 2024 segnando una rete nell'amichevole vinta 7-0 contro Vanuatu.

## Statistiche

### Presenze e reti nei club
Statistiche aggiornate al 30 giugno 2025.
| Stagione        | Squadra         | Campionato      | Campionato | Campionato | Coppe nazionali | Coppe nazionali | Coppe nazionali | Coppe continentali | Coppe continentali | Coppe continentali | Altre coppe | Altre coppe | Altre coppe | Totale | Totale | Totale |
| Stagione        | Squadra         | Comp            | Pres       | Reti       | Comp            | Pres            | Reti            | Comp               | Pres               | Reti               | Comp        | Pres        | Reti        | Pres   | Reti   |        |
| --------------- | --------------- | --------------- | ---------- | ---------- | --------------- | --------------- | --------------- | ------------------ | ------------------ | ------------------ | ----------- | ----------- | ----------- | ------ | ------ | ------ |
| 2017-2018       | Lens 2          | N2              | 5          | 0          | -               | -               | -               | -                  | -                  | -                  | -           | -           | -           | 5      | 0      |        |
| 2018-2019       | Lens 2          | N2              | 8          | 0          | -               | -               | -               | -                  | -                  | -                  | -           | -           | -           | 8      | 0      |        |
| 2019-2020       | Lens 2          | N2              | 19         | 2          | -               | -               | -               | -                  | -                  | -                  | -           | -           | -           | 19     | 2      |        |
| Totale Lens 2   | Totale Lens 2   | Totale Lens 2   | 32         | 2          |                 | -               | -               |                    | -                  | -                  |             | -           | -           | 32     | 2      |        |
| gen.-giu. 2021  | Xylotymbou      | B               | 12         | 1          | CC              | 0               | 0               | -                  | -                  | -                  | -           | -           | -           | 12     | 1      |        |
| 2021-2022       | APOEL           | A               | 10         | 0          | CC              | 1               | 0               | -                  | -                  | -                  | -           | -           | -           | 11     | 0      |        |
| 2022-2023       | EN Paralimni    | A               | 37         | 5          | CC              | 1               | 0               | -                  | -                  | -                  | -           | -           | -           | 38     | 5      |        |
| 2023-gen. 2024  | Le Havre 2      | N3              | 1          | 0          | -               | -               | -               | -                  | -                  | -                  | -           | -           | -           | 1      | 0      |        |
| 2023-gen. 2024  | Le Havre        | L1              | 0          | 0          | CF              | 1               | 0               | -                  | -                  | -                  | -           | -           | -           | 1      | 0      |        |
| gen.-giu. 2024  | Concarneau      | L2              | 15         | 2          | CF              | 0               | 0               | -                  | -                  | -                  | -           | -           | -           | 15     | 2      |        |
| ago. 2024       | Le Havre        | L1              | 1          | 0          | CF              | 0               | 0               | -                  | -                  | -                  | -           | -           | -           | 1      | 0      |        |
| Totale Le Havre | Totale Le Havre | Totale Le Havre | 1          | 0          |                 | 1               | 0               |                    | -                  | -                  |             | -           | -           | 2      | 0      |        |
| 2024-2025       | Pau             | L2              | 29         | 4          | CF              | 1               | 0               | -                  | -                  | -                  | -           | -           | -           | 30     | 4      |        |
| Totale carriera | Totale carriera | Totale carriera | 137        | 14         |                 | 4               | 0               |                    | -                  | -                  |             | -           | -           | 141    | 14     |        |

### Cronologia presenze e reti in nazionale
| Cronologia completa delle presenze e delle reti in nazionale ― Guinea | Cronologia completa delle presenze e delle reti in nazionale ― Guinea | Cronologia completa delle presenze e delle reti in nazionale ― Guinea | Cronologia completa delle presenze e delle reti in nazionale ― Guinea | Cronologia completa delle presenze e delle reti in nazionale ― Guinea | Cronologia completa delle presenze e delle reti in nazionale ― Guinea | Cronologia completa delle presenze e delle reti in nazionale ― Guinea | Cronologia completa delle presenze e delle reti in nazionale ― Guinea |
| Data                                                                  | Città                                                                 | In casa                                                               | Risultato                                                             | Ospiti                                                                | Competizione                                                          | Reti                                                                  | Note                                                                  |
| --------------------------------------------------------------------- | --------------------------------------------------------------------- | --------------------------------------------------------------------- | --------------------------------------------------------------------- | --------------------------------------------------------------------- | --------------------------------------------------------------------- | --------------------------------------------------------------------- | --------------------------------------------------------------------- |
| 21-3-2024                                                             | Gedda                                                                 | Guinea                                                                | 6 – 0                                                                 | Vanuatu                                                               | Amichevole                                                            | 1                                                                     | 54’                                                                   |
| 25-3-2024                                                             | Gedda                                                                 | Guinea                                                                | 5 – 1                                                                 | Bermuda                                                               | Amichevole                                                            | 1                                                                     | 56’                                                                   |
| 15-10-2024                                                            | Abidjan                                                               | Etiopia                                                               | 0 – 3                                                                 | Guinea                                                                | Qual. Coppa d'Africa 2025                                             | -                                                                     | 87’                                                                   |
| 16-11-2024                                                            | Abidjan                                                               | Guinea                                                                | 1 – 0                                                                 | RD del Congo                                                          | Qual. Coppa d'Africa 2025                                             | -                                                                     | 87’                                                                   |
| 19-11-2024                                                            | Dar es Salaam                                                         | Tanzania                                                              | 1 – 0                                                                 | Guinea                                                                | Qual. Coppa d'Africa 2025                                             | -                                                                     | 86’                                                                   |
| Totale                                                                |                                                                       | Presenze                                                              | 5                                                                     |                                                                       | Reti                                                                  | 2                                                                     |                                                                       |